# Barras
Barras – miejscowość i gmina we Francji, w regionie Prowansja-Alpy-Lazurowe Wybrzeże, w departamencie Alpy Górnej Prowansji.

## Demografia
Według danych na rok 1990 gminę zamieszkiwało 111 osób, a gęstość zaludnienia wynosiła 5 osób/km². W styczniu 2015 r. Barras zamieszkiwały 153 osoby, przy gęstości zaludnienia wynoszącej 6,9 osób/km².